# Bayou La Batre
Bayou La Batre ist eine Stadt im Mobile County im US-amerikanischen Bundesstaat Alabama. Das U.S. Census Bureau hat bei der Volkszählung 2020 eine Einwohnerzahl von 2.204 ermittelt. Die Gesamtfläche von Bayou La Batre beträgt 1,8 km², davon sind 0,4 km² Wasser.

## Geographie
Bayou La Batre liegt im Südwesten Alabamas im Süden der Vereinigten Staaten und etwa 10 Kilometer östlich der Grenze zu Mississippi. Der Ort liegt unmittelbar am Golf von Mexiko sowie 8 Kilometer östlich des 130 Quadratkilometer großen Grand Bay National Wildlife Refuge.
Nahegelegene Orte sind unter anderem Coden (1 km südlich), Grand Bay (3 km nordwestlich), Irvington (6 km nördlich), Theodore (13 km nordöstlich) und Bellefontaine (14 km nordöstlich). Die nächste größere Stadt ist mit 195.000 Einwohnern das etwa 20 Kilometer nordöstlich entfernt gelegene Mobile.

## Geschichte
Bayou La Batre wurde 1786 im Zuge der französischen Besiedelung der Golfküste gegründet, als Joseph Bouzage in die Gegend kam und ein zirka 5 km² (1.259 Acres) großes Landstück von den Spaniern erwarb. Es war die erste dauerhafte Besiedlung des südlichen Mobile County. Der ursprüngliche Name der Stadt war Riviere d'Erbane, später wurde sie Riviere la Batterie genannt, bevor sie schließlich ihren heutigen Namen erhielt.
1811 wurde die Stadt Teil des Mississippi-Territoriums. Nach dem Sezessionskrieg 1865 wurde die Stadt aufgrund ihrer Lage am Meer ein beliebtes Ausflugsziel. 1906 zerstörte ein Hurrikan weite Teile der Stadt und des Tourismuszentrums. Erst in den 1920er Jahren erholte sich die Wirtschaft und konzentrierte sich fortan auf die Gewinnung von Meeresfrüchten sowie den Schiffbau, die bis heute zu den wichtigsten Wirtschaftssektoren gehören.
Am 29. August 2005 wurde Bayou La Batre vom Hurrikan Katrina verwüstet.

## Verkehr
Vom Südosten in den Norden der Stadt verläuft die Alabama State Route 188, die wenige Kilometer östlich in die Alabama State Route 193 sowie wenige Kilometer nordwestlich in den U.S. Highway 90 mündet, der hier streckenweise auf gleicher Trasse mit der Alabama State Route 16 geführt wird. Etwa 2 Kilometer nördlich dieser Trasse verläuft die Interstate 10, die auf einer Länge von 3960 Kilometern von Kalifornien durch acht Bundesstaaten bis nach Florida führt.
Etwa 5 Kilometer nördlich der Stadt befindet sich der St. Elmo Airport, 25 Kilometer nördlich außerdem der Mobile Regional Airport.

## Demografie
Bei der Volkszählung 2000 hatte Bayou La Batre 2313 Einwohner, die sich auf 769 Haushalte und 599 Familien verteilten. Die Bevölkerungsdichte betrug somit 221,6 Einwohner/km². 52,44 % der Einwohner waren weiß, 33,29 % asiatisch, 10,25 % afroamerikanisch. In 37,7 % der Haushalte lebten Kinder unter 18 Jahren. Das Durchschnittseinkommen betrug 24.539 US-Dollar pro Haushalt, wobei 28,2 % der Bevölkerung unterhalb der Armutsgrenze lebten.
Bis zur Volkszählung 2010 stieg die Einwohnerzahl auf 2558.

### Altersstruktur
| Bevölkerung | Jahre   | Anteil  |
| ----------- | ------- | ------- |
| unter       | 18      | 29,90 % |
| von         | 18 – 24 | 11,10 % |
| von         | 25 – 44 | 26,80 % |
| von         | 45 – 64 | 21,00 % |
| über        | 65      | 11,20 % |

## Trivia
Im Film Forrest Gump ist Bayou La Batre die Heimatstadt von Benjamin Buford Blue, der die Idee zur „Bubba Gump Shrimp Company“ liefert.
Die Black Pearl, das Piratenschiff aus der Fluch-der-Karibik-Trilogie, wurde in Bayou La Batre gebaut.